# Grant Gustin
Thomas Grant Gustin (sinh ngày 14 tháng 1 năm 1990) hay Grant Gustin, là 1 diễn viên và ca sĩ người Mỹ. Anh được biết đến khá nhiều qua vai diễn Sebastian Smythe trong bộ phim ca nhạc Glee của hãng Fox cùng vai Barry Allen/The Flash trong 2 series Arrow và Flash của hãng The CW.

## Cuộc đời và sự nghiệp
Gustin sinh ra tại Norfolk, Virginia. Cha mẹ anh là Tom Gustin và Tina Haney. Trong những năm tháng trung học, anh đã tham gia khóa học về nghệ thuật của chính phủ tại Norfolk, Virginia cho ngành sân khấu điện ảnh. Anh cũng từng diễn tại Hurrah Players Incorporated - 1 sân khấu kịch tại Virginia. Năm 2008, anh tốt nghiệp trường trung học Granby và sau đó vào học tại Đại học Elon ở North Carolina đăng ký khóa học Sân khấu kịch BFA trong 2 năm.
Sau khi rời trường đại học, Gustin nhận được vai diễn Baby John trong tour diễn Broadway Revival với vở West Side Story, và diễn cùng đoàn kich từ ngày 30 tháng 9 năm 2011 đến ngày 23 tháng 10 năm 2011.
Ngày 8 tháng 10 năm 2011, anh lần đầu tiên xuất hiện trong series phim Glee với vai diễn Sebastian Smythe - 1 thành viên đồng tính trong nhóm Chim chích của Học viện Dalton. Gustin nhận được vai diễn Sebastian - 1 nhân vật đặc sắc và thú vị - này sau nhiều tuần dài casting rất khắt khe và mệt mỏi. Ban đầu anh chỉ định tham gia vào 1 vai vũ công nhỏ trong phim, nhưng không thành công. Tuy nhiên đạo diễn Ryan Murphy vẫn thấy anh có điều gì đó và sau đó ông đã đồng ý cho anh tham gia bộ phim.
Sau đó, Gustin cũng tham gia vào bộ phim của hãng Lifetime, A Mother's Nightmare vào cuối tháng 5 năm 2012. Bộ phim còn có sự tham gia của nữ diễn viên Annabeth Gish và Jessica Lowndes, được quay tại Canada. Đến ngày 11 tháng 7 năm 2012, anh còn nhận được vai chính trong bộ phim Affluenza.
Ngày 13 tháng 9 năm 2013, anh còn vào vai Barry Allen trong phần 2 của phim truyền hình Arrow. Ban đầu anh chỉ góp mặt trong 3 tập, cảnh cuối cùng của anh trong phim này cũng chính là cảnh trong tập đầu tiên của series phim Flash.

## Các phim tham gia
| Năm  | Tên phim                                    | Vai diễn      | Ghi chú       |
| ---- | ------------------------------------------- | ------------- | ------------- |
| 2003 | Kid Fitness Jungle Adventure Exercise Video | Club Fit kid  | Direct-to-DVD |
| 2012 | A Mother's Nightmare                        | Chris Stewart | Phim dài tập  |
| 2014 | Affluenza                                   | Todd Goodman  |               |

| Năm      | Tên phim            | Vai diễn                  | Notes                           |
| -------- | ------------------- | ------------------------- | ------------------------------- |
| 2006     | A Haunting          | Stacey's boyfriend        | Tập phim: "Hungry Ghosts"       |
| 2011–13  | Glee                | Sebastian Smythe          | 7 tập                           |
| 2012     | CSI: Miami          | Scott Ferris/Trent Burton | Tập phim: "Terminal Velocity"   |
| 2012     | The Glee Project    | Chính anh                 | Khách mời; Tập: "Theatricality" |
| 2013     | 90210               | Campbell Price            | 8 tập                           |
| 2013–nay | Arrow               | Barry Allen/The Flash     | 4 tập                           |
| 2014     | The Flash Season 1  | Barry Allen/The Flash     | Vai chính                       |
| 2015     | The Flash Season 2  | Barry Allen/The Flash     | Vai chính                       |
| 2016     | The Flash Season 3  | Barry Allen/The Flash     | Vai chính                       |
| 2017     | The Flash Season 4  | Barry Allen/The Flash     | Vai chính                       |
| 2018     | The Flash Season 5  | Barry Allen/The Flash     | Vai chính                       |
| 2019     | The Flash Season 6  | Barry Allen/The Flash     | Vai chính                       |
| 2021     | The Flash Seanson 7 | Barry Allen/The Flash     | Vai chính                       |

| Năm  | Tên                              | Vai diễn | Ghi chú           |
| ---- | -------------------------------- | -------- | ----------------- |
| 2008 | NASA's Kids Science News Network | Himself  | Gave "NASA Facts" |

## Kịch
| Năm     | Tên             | Vai diễn  | Notes                 |
| ------- | --------------- | --------- | --------------------- |
| 2010–11 | West Side Story | Baby John | Broadway Revival Tour |